# Akiyuki Nosaka
Akiyuki Nosaka (野坂 昭如, Nosaka Akiyuki, né le 10 octobre 1930 à Kamakura et mort le 9 décembre 2015 à Tokyo) est un romancier, chanteur et parolier japonais et ancien membre de la Chambre des conseillers.
Il a obtenu le Prix Naoki pour ses deux nouvelles, La Tombe des lucioles et Les Algues d'Amérique (アメリカひじき, Amerika hijiki) en 1968.

## Biographie
La mère d'Akiyuki Nosaka meurt peu après sa naissance et son père le confie à une famille adoptive. Sa mère adoptive meurt l'été 1945 sous les bombes américaines. Il erre dans les décombres avec sa petite sœur, mais celle-ci décède, à cause de la famine qui sévit. Nosaka s'en sort alors par le vol et la magouille avant d'être attrapé par les autorités et enfermé en maison de correction. Son père le retrouve et l'envoie suivre des études de littérature française à Tokyo. Mais manifestement, il n'est plus capable de mener une vie tranquille et il quitte ses études, allant d'un petit boulot à l'autre.
Travaillé par des questions existentielles, il devient écrivain en 1954. Son premier roman, Les Pornographes, est publié en 1963. Le scandale qu'il provoque le rend célèbre.
Il continue sur la voie qu'il s'était tracé et écrit La Tombe des lucioles en 1967, une nouvelle partiellement autobiographique et adaptée au cinéma en 1988 par Isao Takahata sous le titre Le Tombeau des lucioles.

## Liste des œuvres traduites en français
- 1963 : Les Pornographes, roman traduit par Jacques Lalloz, éditions Philippe Picquier, 1991 ; Picquier poche, 1996 (réédition 2017).
- 1967 : Les Embaumeurs (とむらい師たち), roman traduit par Jacques Lalloz, éditions Actes Sud (collection « Lettres japonaises »), 2001.
- 1967 : La Tombe des lucioles, suivi de Les Algues d'Amérique (アメリカひじき), deux nouvelles traduites par Patrick de Vos et Anne Gossot, éditions Philippe Picquier, 1988 (réédition en 2009 avec des illustrations de Nicolas Delort) ; Picquier poche, 1995 (réédition 2015).
- 1968 : Le Moine-Cigale (色法師), dans Les Paons La Grenouille Le Moine-Cigale et dix autres récits (Tome 3 - 1955-1970), nouvelle traduite par Atsuko Ceugnier et Anne Gossot, éditions Philippe Picquier, 1988 (réédition 1991) ; Anthologie de nouvelles japonaises (Tome III - 1955-1970) - Les Paons La Grenouille Le Moine-Cigale, nouvelle traduite par Atsuko Ceugnier et Anne Gossot, Picquier poche, 1998.
- 1969 : La Vigne des morts sur le col des dieux décharnés (骨餓身峠死人葛), suivi de La Petite marchande d'allumettes, deux nouvelles traduites par Corinne Atlan, éditions Philippe Picquier, 1998 ; Picquier poche, 2003 (réédition 2013).
- 1972 : Le Dessin au sable (砂絵呪縛後日怪談), roman court traduit par Jacques Lalloz, éditions Philippe Picquier, 2003 ; Picquier poche, 2013.
- 1975 : Contes de guerre (戦争童話集), conte traduit par Jacques Lalloz, éditions du Seuil, 2003.
- 1998 : Nosaka aime les chats (吾輩は猫が好き), récits traduits par Jacques Lalloz, éditions Philippe Picquier, 2016 ; Picquier poche, 2018.

## Adaptations de ses œuvres au cinéma
- 1968 : Les Combinards des pompes funèbres (とむらい師たち, Tomuraishi tachi?) de Kenji Misumi